# Nimis
Nimis é uma comuna italiana da região do Friuli-Venezia Giulia, província de Údine, com cerca de 2.817 habitantes. Estende-se por uma área de 33 km², tendo uma densidade populacional de 85 hab/km². Faz fronteira com Attimis, Lusevera, Povoletto, Reana del Rojale, Taipana, Tarcento.

## Demografia
| Variação demográfica do município entre 1861 e 2011                               |
|                                                                                   |
| Fonte: Istituto Nazionale di Statistica (ISTAT) - Elaboração gráfica da Wikipedia |